# Occitano cispirenaico
Occitano cispirenaico era un dialecto del occitano que se hablaba en las localidades del sur de los Pirineos con fuerte presencia de núcleos francos en la Edad Media, más particularmente en Aragón y en Navarra, en las ciudades de Estella, Sangüesa, Jaca y Pamplona, coexistiendo con el vascuence y el navarro de aquellas zonas. Una scripta jurídica occitana fue un ejemplo de documentos hechos con este dialecto en la Navarra peninsular entre los siglos XIII y XIV.
Adicionalmente, este dialecto también marcó su presencia en canciones de trovadores occitanos de la época y en la redacción de documentos oficiales como los Establecimientos de Jaca y el Fuero de Jaca.

## Ejemplo
Los Establecimientos de Jaca contenían las ordenanzas de la ciudad de Jaca y fueron escritas en el siglo XIII en occitano, con variantes del gascón. Véase a modo de ejemplo el siguiente extracto:

X) E nos tot lo poble de Iacca mayors e menors presentz e
auenidors estos establimentz qui sobre son escriutz confirmam
e autreyam. e prepagatz de els nos tenim, elas iuras che
uos ditz iuratz els proomnes de Iacca fetz, autreyam che de
nostre mandament la fetz. chuals iuras establim e posam
sobre nos. et en nos. e sobre nostra fe. e sobre nostra
credença. che las tienguam e las façam fidelmentz tenir assi
com de sobre escriut.